# بيتر فينسنتي
بيتر فينسنتي (بالإنجليزية: Peter Vincenti)‏ هو لاعب كرة قدم بريطاني في مركز الوسط، ولد في 7 يوليو 1986 في St Peter, Jersey ‏ في جيرزي. شارك مع منتخب جيرزي لكرة القدم. أما مع النوادي، فقد لعب مع ستيفيناغ بوروه ونادي ألدرشوت تاون ونادي روتشديل ونادي مانسفيلد تاون ونادي ميلوول.

## وصلات خارجية
- بيتر فينسنتي على موقع قاعدة بيانات كرة القدم.إي يو (الإنجليزية)
- بيتر فينسنتي على موقع Soccerbase.com (لاعب) (الإنجليزية)